# Липецька загальноосвітня школа І-ІІІ ст. імені П.В. Щепкіна
Ли́пецька загальноосві́тня шко́ла І-ІІІ ст. і́мені П. В. Ще́пкіна — загальноосвітня школа І—ІІІ ступенів, розташована в селі Липці, адміністративному центрі Липецької сільської територіальної громади Харківського району Харківської області.

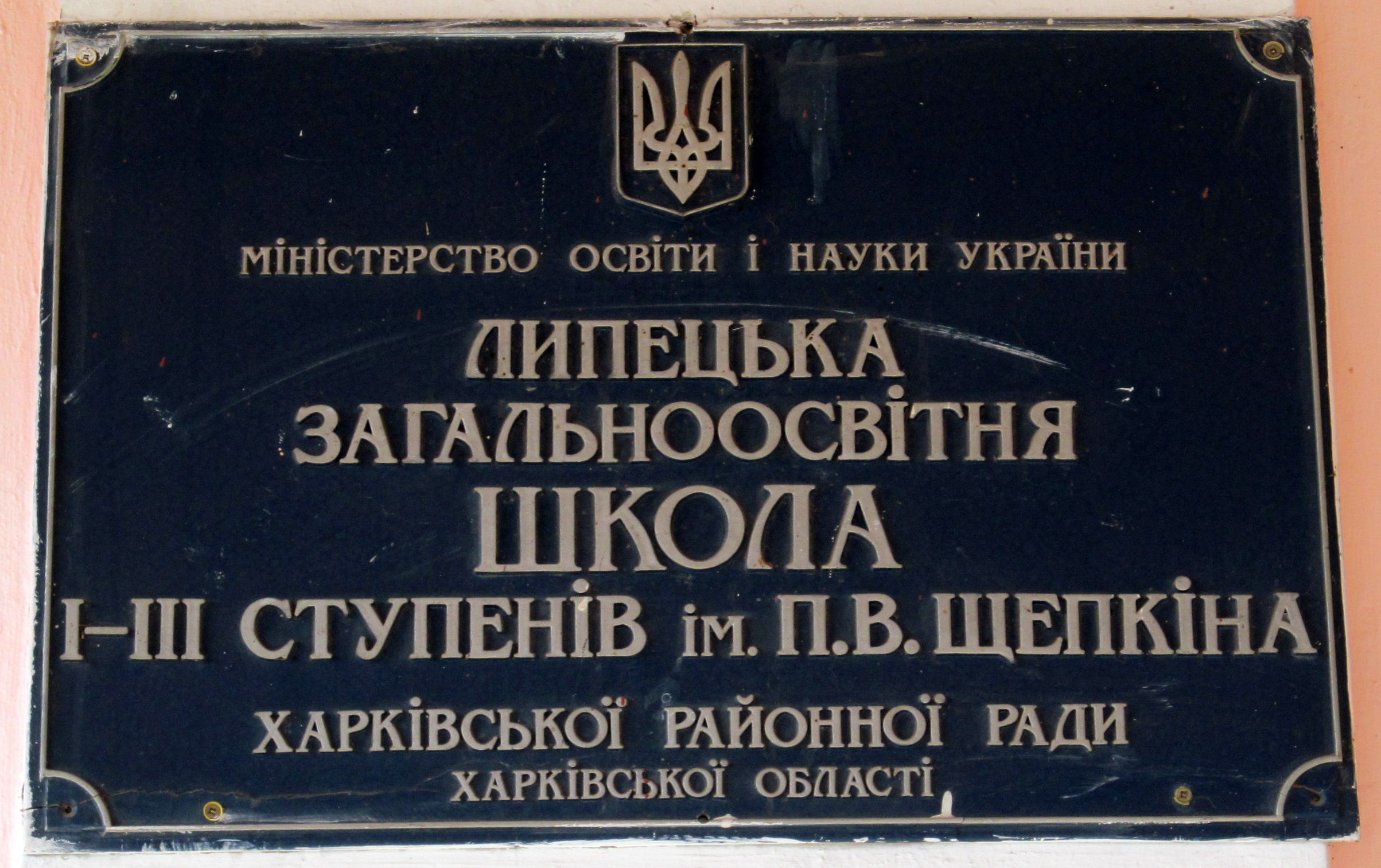
Офіційна табличка на вході до Липецької загальноосвітньої школи імені П. В. Щепкіна

Названа на честь заслуженого вчителя України Петра Васильовича Щепкіна (1865—1941). Ім'я П. В. Щепкіна присвоєне школі 1 жовтня 1936 р.

## Історія

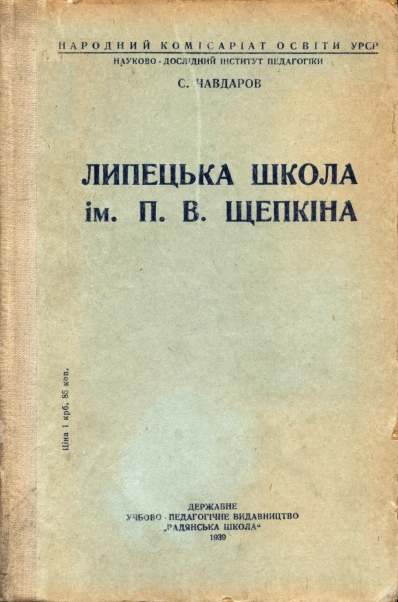
Обкладинка книги С. Х. Чавдарова.

Школу створено на базі Другої Липецької земської школи, заснованої у жовтні 1881 року. З 1892 року у школі розпочав працювати П. В. Щепкін (спочатку на посаді старшого вчителя, згодом — директора). 4 листопада 1924 року постановою ВУЦВК П. В. Щепкін за заслуги в справі народної освіти першим із вчителів України був нагороджений орденом Трудового Червоного Прапора.
1 жовтня 1936 року школі присвоєно ім'я П. В. Щепкіна.
Досвід роботи вчителів Липецької школи імені П. В. Щепкіна впродовж 1920-х — 1930-х років досліджував заслужений діяч науки Української РСР, член-кореспондент Академії педагогічних РРФСР Савва Христофорович Чавдаров (1892—1962), спочатку опублікувавши 1937 р. статтю «Липецька школа ім. П. В. Щепкіна» (у науково-педагогічному журналі «Комуністична освіта» (1937. № 7)), а 1939 року й окрему книгу «Липецька школа ім. П. В. Щепкіна» (опублікована видавництвом «Радянська школа»).
Нині у школі існує музей П. В. Щепкіна, перед будівлею школи встановлене його скульптурне погруддя.

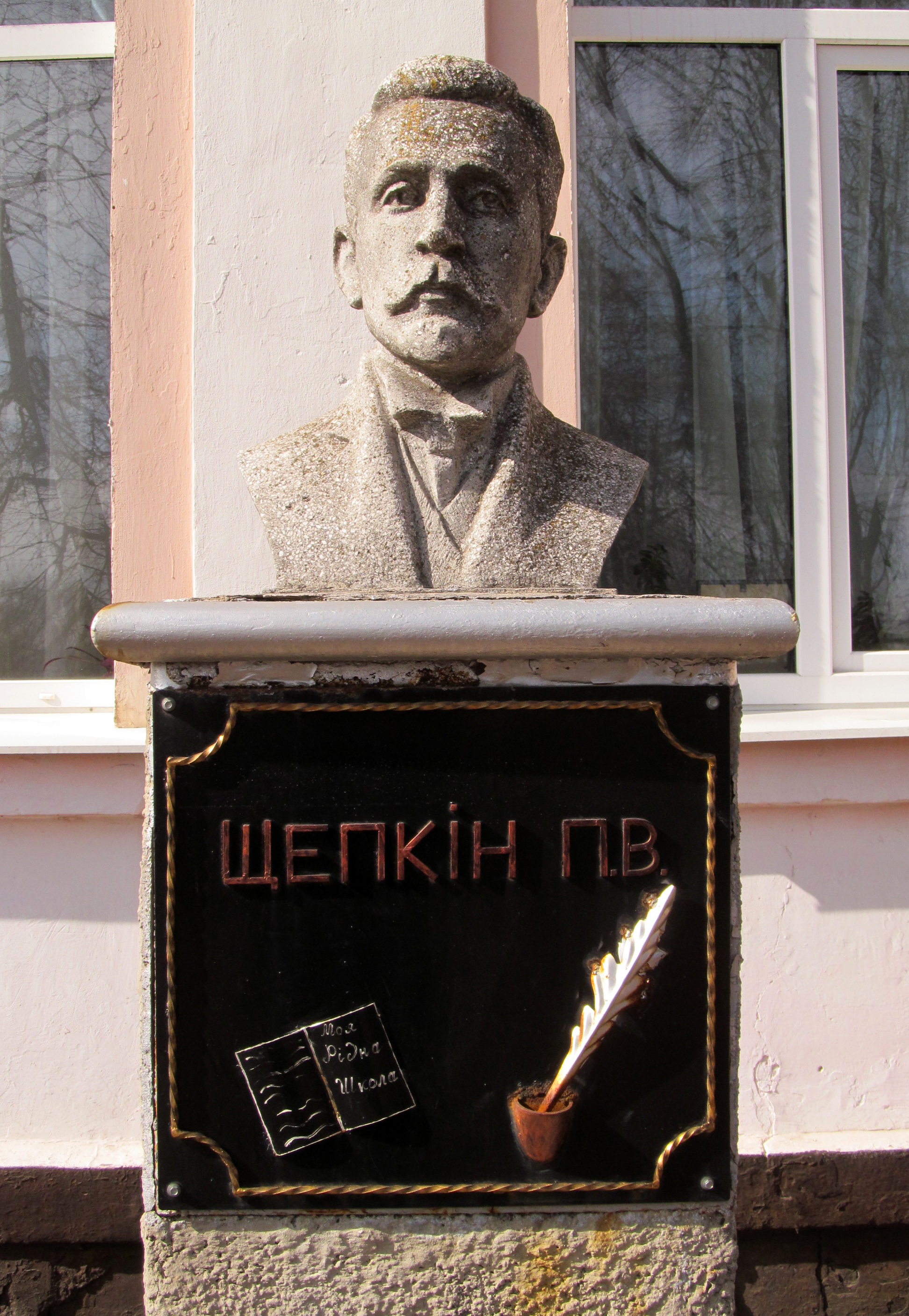
Погруддя П. В. Щепкіна.

Споруда школи, у якій працював П. В. Щепкін, є пам'яткою історії місцевого значення, що перебуває під охороною держави. Рішенням виконавчого комітету Харківської обласної ради (№ 142 від 20.05.1991 р.) будівлю включено до переліку пам'яток історії місцевого значення.

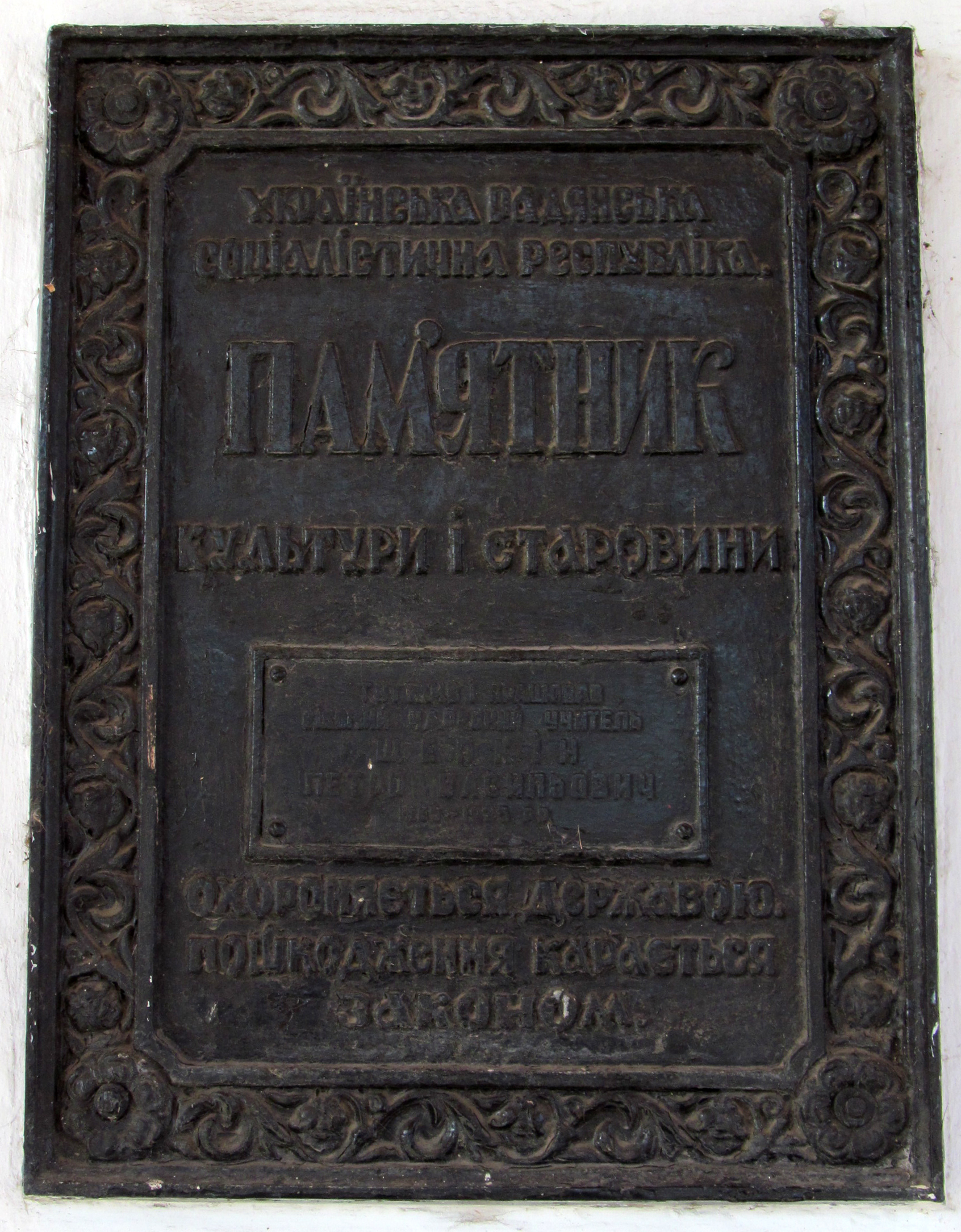
Табличка «Пам'ятник культури і старовини» на будівлі Липецької школи імені П. В. Щепкіна.

## Відомі випускниці та випускники
- Домановський Андрій Миколайович (нар. 1980) — український історик, візантиніст, медієвіст.
- Мнушко Зоя Миколаївна (нар. 1948) — доктор фармацевтичних наук, професор, заслужений діяч науки і техніки України, дійсний член Національної академії наук України.
- Слабченко Олексій Миколайович (нар. 1956) — Почесний громадянин Харківського району, голова Веселівської сільської ради Харківського р-ну (1989—2020 рр.), голова Липецької сільської ради Липецької сільської об'єднаної територіальної громади (з 2020 р.).
- Черних Валентина Франківна (нар. 1959) — доктор медичних наук, професор, генеральний директор медико-фармацевтичної фірми «Магістр — Валентина» (з 1994).
- Шабельник Ольга Кузьмівна — заслужена артистка України, актриса академічного українського драматичного театру імені Тараса Шевченка, актриса Харківського театру юного глядача.